# Kniprodestraßenbrücke
Die Kniprodestraßenbrücke ist eine Straßenbrücke über die Ringbahn im Berliner Bezirk Pankow, Ortsteil Berlin-Prenzlauer Berg, die mit Unterbrechungen seit dem Ende des 19. Jahrhunderts besteht.

## Lage und Namensgebung
Die Kniprodestraßenbrücke verbindet die Straßen und Wohngebiete nordöstlich und südwestlich des Berliner S-Bahn-Rings. Die Kniprodestraße und die nach ihr benannte Straßenbrücke erhielten ihre Bezeichnungen nach dem Kreuzritter Winrich von Kniprode. Zwischen 1945 und den 1970er Jahren war die Brücke unterbrochen. Die Straße hieß in dieser Zeit Artur-Becker-Straße, womit der Berliner Magistrat den Spanienkämpfer Artur Becker geehrt hatte.

## Entstehung und Zerstörung
Ein Alt-Berliner Stadtplan von 1895 zeigt die Existenz einer Brücke an der heutigen Stelle, über die der Verlorne Weg vom Friedrichshain bis zum Jüdischen Begräbnisplatz in Weißensee nach Nord-Ost verlief. Diese Südwest-Nordost-Brücke überquerte schrankenlos die Schienen der 1871 eröffneten Nord-Ringbahn. Bei der Errichtung von Wohnhäusern, Schulen und dem Städtischen Gaswerk in diesem Gebiet ab dem beginnenden 20. Jahrhundert wurde aus dem Verlornen Weg 1901 die Kniprodestraße.
Spezialisten der deutschen Wehrmacht hatten die hier vorhandene Brücke zu Beginn des Jahres 1945 gesprengt, um den von Osten auch über die Kniprodestraße vorrückenden Einheiten der sowjetischen Armee den Weg in die Berliner Innenstadt zu erschweren. Eine im Sommer 1945 im Auftrag des Berliner Magistrats angefertigte Aufstellung der Bauschäden mit Kartenwerk zeigt die unterbrochene Straßenführung im Bereich der Gleise.

## Wiederaufbau

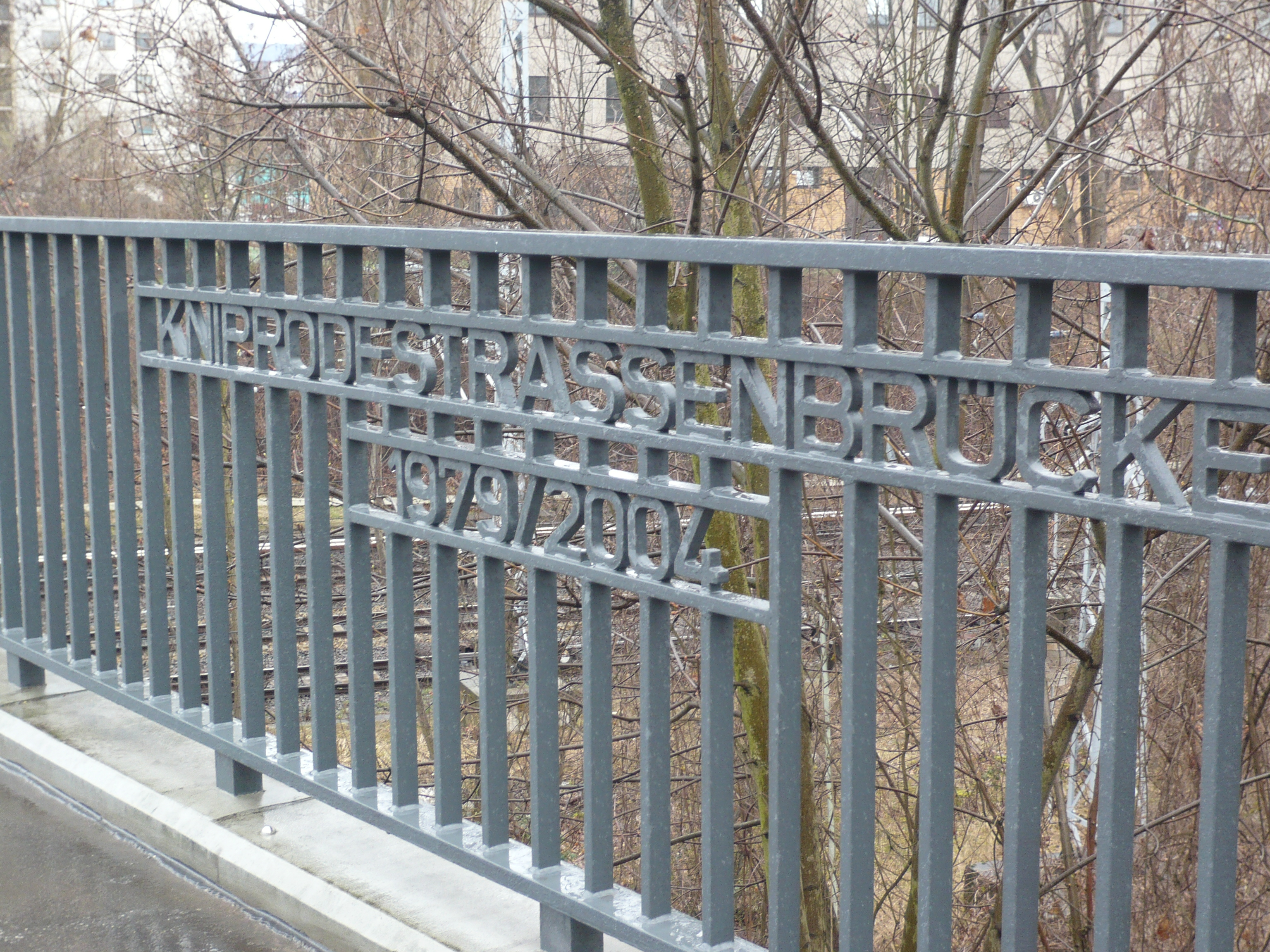
Angaben zum Wiederaufbau

Ab circa 1950 wurde auf den erhaltenen steinernen Widerlagern der alten Brücke eine hölzerne Behelfsbrücke (mitunter „Schwarze Brücke“ genannt) errichtet, die die Überquerung der Gleisanlagen durch Fußgänger und Radfahrer ermöglichte. Als in den 1960er Jahren die meisten Kriegsschäden im Berliner Stadtbild beseitigt waren, und bis 1974 in der Kniprodestraße ein neues Wohnviertel fertiggestellt war, erfolgte der Wiederaufbau der Straßenbrücke. Die Bauzeit wird am eisernen Brückengeländer mit dem Jahr 1979 dokumentiert. Die neue Brücke ist ein schmuckloses Verkehrsbauwerk mit zwei getrennten Richtungsfahrbahnen und je drei Fahrstreifen. Die Fahrbahnen sind auf mehreren Ständerpaaren abgestützt, zur Mitte sind sie mit Leitplanken gesichert und mit Gitterrosten abgedeckt. Die Verkehrsverantwortlichen gaben ihr den Namen Artur-Becker-Brücke nach der darüber führenden Straße, die im September 1974 in Artur-Becker-Straße umbenannt worden war. Eine Omnibuslinie benutzte nun die neue Straßenverbindung (A57). Am 24. November 1998, einige Jahre nach der Wende benannten die Bezirksverantwortlichen die Straße wieder in Kniprodestraße und die Brücke in Kniprodestraßenbrücke zurück.
Im Zeitraum 2002/2004 erfolgten umfangreiche Sanierungsarbeiten an dem Brückenbauwerk und den anschließenden Straßen. Die Grundinstandsetzung der Brücke wurde aus Mitteln des Landes Berlin, des Bundes und der Europäischen Union finanziert; darüber informiert ein Schild an einem Eckpfeiler.

## Sehenswertes in der Nachbarschaft
- Volkspark Anton Saefkow, der aus aufgeschütteten Kriegstrümmern geformt wurde
- Ein Wohnviertel nordöstlich der Kniprodestraßenbrücke am Einsteinpark mit künstlerischen Statuen wie Drei Grazien (1983, Baldur Schönfelder; Hanns-Eisler-Straße), Zwei Ziegen auf der Brücke (1977, Stephan Horota; Einsteinstraße), Einstein und Milena (Einsteinpark)
- Velodrom
- Alte Tankstelle, umgebaut und modernisiert
- Straßenbahndepot in der Kniprodestraße 24, das noch in Teilen von der BVG genutzt wird. Das Depot (Ost, BSt: 25) diente von 1908 bis 1923 für den Linienverkehr, danach wurde es als Gleislager und Depot für Arbeitstriebwagen genutzt (Depot ATw). Von der ursprünglichen Gesamtfläche (43701 Quadratmeter) wurden um das Jahr 2000 Teilflächen verkauft und sind mit zwei Supermärkten bebaut. Das restliche Areal wird von der BVG als Lager, Gleisbauhof, Wagenhalle für Arbeitstriebwagen verwendet.[7]